# Opole Gosławice
Opole Gosławice – przystanek kolejowy w województwie opolskim, w Polsce. Znajduje się w dzielnicy Opola – Kolonii Gosławickiej, niedaleko skrzyżowania ul. Częstochowskiej i Drobiarskiej. Zatrzymują się tutaj szynobusy kursujące na trasie Nysa – Opole – Kluczbork.

## Ruch pasażerski
W roku 2017 przystanek obsługiwał 20–49 pasażerów na dobę. W roku 2022 dobowa wymiana pasażerska na stacji wynosiła również 20-49 pasażerów.

## Połączenia
- Opole Główne
- Opole Zachodnie
- Kluczbork
- Jełowa
- Nysa
- Namysłów